# El pecado de ser mujer
El pecado de ser mujer es una película de drama mexicana de 1955 escrita y dirigida por Zacarías Gómez Urquiza, y protagonizada por Tito Guízar y Alma Rosa Aguirre.

## Argumento
Javier Morales (Tito Guízar) es un cantautor que seduce a una joven, María Luisa Aguirre (Alma Rosa Aguirre), quien queda embarazada y a la que luego abandona. Veinte años después, Javier cae en la pobreza. Después de ser declarado muerto por error, termina yendo a su propio funeral, sin saber que a partir de allí deberá enfrentar a su propio pasado.

## Reparto
- Tito Guízar como Javier Morales.
- Alma Rosa Aguirre como María Luisa Aguirre.
- Ricardo Román como Javier Aguirre.
- Armando Velasco como Señor Romero.
- Emilio Brillas como Fernando.
- Roberto G. Rivera como Locutor de programa de radio.
- Carlos Bravo y Fernández como Invitado en fiesta de disfraces.
- Ángel Merino como Carlos Patiño.
- Estela Matute como Felisa Dieguez, reportera.
- Tito Guízar hijo como Javier Aguirre, niño.
- Daniel Arroyo como Hombre en aeropuerto (no acreditado).
- León Barroso como Empleado de teatro (no acreditado).
- Victorio Blanco como Invitado en fiesta de disfraces (no acreditado).
- Guillermo Bravo Sosa como Mendigo atropellado (no acreditado).
- Javier de la Parra como Reportero (no acreditado).
- Enedina Díaz de León como Casera (no acreditada).
- Leonor Gómez como Puestera (no acreditada).
- Ana María Hernández como Espectadora en teatro (no acreditada).
- Salvador Lozano como Dr. Enrique Ruiz (no acreditado).
- Chel López como Taxista (no acreditado).
- Rubén Márquez como Invitado en fiesta de disfraces (no acreditado).
- Óscar Ortiz de Pinedo como Reportero (no acreditado).
- Alberto Pedret como Anunciador de fiesta de disfraces (no acreditado).
- Carlos Robles Gil como Espectador en teatro (no acreditado).
- Joaquín Roche como Espectador en teatro (no acreditado).
- Manuel Sánchez Navarro como Hombre en funeral (no acreditado).
- Christa von Humboldt como Amante de Javier (no acreditada).